# 小吕镇
小吕镇，原为小吕乡，是中华人民共和国河南省禹州市下辖的一个乡镇级行政单位。2020年6月，撤乡设镇，现区划代码为411081119。

## 行政区划
小吕镇下辖以下地区：
岗马村、黄榆店村、王冯村、刘坡村、坡陈村、邮亭村、晁喜铺村、高庄村、牛庄村、张清庄村、西南王村、罗庄村、柴庄村、徐楼村、万里马村、五虎赵村、吕东村、吕西村、大吕村、前营村、中营村、马谦庄村、小吕村、关庄村、刘庄村、莲花池村、于庄村和郑楼村。